# Hans von Dieskau
Hans von Dieskau, zeitgenössisch meist Hannß von Dießkau, (* 1702; † 2. Juli 1750 in Zschepplin) war ein königlich-polnischer und kurfürstlich-sächsischer Kammerherr, Ritter des Johanniterordens und Rittergutsbesitzer. Er besaß das Gut Zschepplin.

## Leben
Er stammte aus der sächsischen Adelsfamilie von Dieskau und war der Sohn des Geheimen Rates Geißler von Dieskau und dessen Ehefrau Erdmuthe Dorothea geb. von Ende (1668–1753). Nach dem Tod des Vaters erhielt er bei der brüderlichen Teilung im Jahre 1720 gemeinsam mit seinem Bruder Friedrich von Dieskau das väterliche Rittergut Zschepplin. Nachdem sein Bruder Friedrich 1734 in der Nähe von Parma das Leben verloren hatte, war Hans von Dieskau alleiniger Besitzer des Rittergutes Zschepplin. 1722, 1728 und 1713 nahm er als Vertreter der Allgemeinen Ritterschaft am Sächsischen Landtag teil.
Hans von Dieskau heiratete 1739 Eva Charlotta Dorothea (1714–1757), Tochter des Grafen Adam Friedrich von Flemming. Aus dieser Ehe ging die einzige Tochter Erdmuthe Henriette Friedericke von Dieskau hervor.
Zu seinem 48. Geburtstag im Jahre 1750 ließ sein Koch in Anspielung auf einen Hutungsprozess der örtlichen Bauern Zinnmünzen in Talergröße prägen, die heute außerordentlich hohen Sammlerwert haben. Kurz darauf starb Hans von Dieskau.